# Садовое (Окнянский район)
Садовое (укр. Садове) — село, относится к Окнянскому району Одесской области Украины.
Население по переписи 2001 года составляло 136 человек. Почтовый индекс — 67952. Телефонный код — 4861. Занимает площадь 0,44 км². Код КОАТУУ — 5123183405.

## Местный совет
67952, Одесская обл., Окнянский р-н, с. Рымаровка